# 重園贇雄
重園 贇雄（しげぞの よしお、1908年1月19日 - 1980年12月29日）は、日本の作詞家、中等教育教員。おもに「ひろしま平和の歌」の作詞者として知られる。

## 経歴
1908年（明治41年）1月19日、アメリカ合衆国ハワイ島のヒロで日系移民の重園梅太郎・セキ夫妻の一子として出生する。2歳で両親と共に日本へ帰国し、広島県豊田郡椹梨村（賀茂郡大和町を経て現在の三原市）で育った。
旧制忠海中学校を首席で卒業後、満洲へ渡り満洲教育専門学校文科一部へ入学。卒業後、長春市室町尋常高等小学校訓導に着任する。
1931年（昭和8年）、満洲事変勃発に伴い新聞紙上で懸賞募集が行われた「噫 南嶺三十八勇士の歌」で一等入選。これ以降、懸賞歌謡の分野で常連の一人となった。1937年（昭和12年）11月、満洲国協和会中央指導本部の日本語指導教員へ異動、満洲医科大学附属薬学専門部講師を経て1939年（昭和14年）に南満洲鉄道へ入社。旅客課で広報宣伝活動を担当する傍ら、満鉄青年学校および女子青年隊指導員を兼務した。
1944年（昭和19年）7月、臨時招集に応じ虎林兵站勤務第46中隊に配属。翌年の敗戦により部隊全員がソ連軍の捕虜となり、1年間のシベリア抑留で栄養失調により失明寸前の重篤に陥るが奇跡的に回復、1946年（昭和21年）末にナホトカで解放される。佐世保港へ帰還・復員の後、先に引き揚げで奉天から広島へ帰国していた家族と合流し、豊田・賀茂両郡の中学校各校で教諭を務める。代表作「ひろしま平和の歌」を作詞した当時は豊田郡の事務組合立中学校教員であった。
1950年（昭和25年）、左腕を骨折して入院中に作詞したサンスターのCMソング「ペンギンさん」で入選、翌1951年（昭和26年）3月にレコードが発売された。
1966年（昭和41年）3月に川尻中学校を依願退職し、芸南高等学校校長へ就任したが、この頃より体調不良が続き1975年（昭和50年）の閉校直前に退任する。
1980年（昭和55年）12月29日、急性心不全のため死去。享年73（満72歳没）。翌1981年（昭和56年）1月20日、従六位勲五等瑞宝章に叙された。

## 作品
- 呉市歌（作曲：宮原禎次） - 1952年（昭和27年）に市制50周年を記念して選定されたが、平成以降は1928年（昭和3年）制定の同名異曲（作詞：松本清、作曲：藤井清水）のみが演奏されている。

### 校歌
三原市の三原市立南方小学校、東広島市の東広島市立豊栄中学校、世羅町の世羅町立甲山中学校、竹原市の広島県立忠海高等学校など、広島県の数多くの学校の校歌の作詞を手がけた。

### その他
呉市の経友クラブの会歌、1956年4月にレコードが発売された「日本体操祭の歌」、他各種の団体歌やCMソング、キャンペーンソング等の作詞を行なった。
ひろしま平和の歌
1947年（昭和22年）の半ばに、当時の広島市長で、広島市を平和運動の中心地とすることを提唱していた浜井信三は、「8月6日に焦点を会わせた大規模な平和祭典を開催すれば、人々に対する強いアピールになろうし、それは国外にも及ぶだろう」と考えていた広島市観光協会 (Tourism Association of the City of Hiroshima) の石島治志の発案による計画を採り上げた。
同年6月には広島平和祭協会が創設され、浜井が会長、石島が副会長となり、7月には「平和の歌」の歌詞の公募が行なわれて22日に「ひろしま平和の歌」が選ばれた。選ばれた重園の歌詞に曲を付けた山本秀も、音楽教師であった。この歌は8月6日の広島平和祭（後の広島平和記念式典の前身）で初演されて以降、朝鮮戦争が勃発し原子爆弾の使用の可能性が取りざたされる中で占領軍当局からの圧力によって式典が中止された1950年（昭和25年）を除いて、毎年歌われ続けている。